# Сердюк Максим Сергійович
Максим Сергійович Сердюк (нар. 13 червня 1995, Олександрія, Кіровоградська область) — український продюсер, медіапідприємець. Співзасновник студії KNIFE! Films. Засновник онлайн-медіа «СЛУХ». Відомий за документальними проєктами: «Яремчук: Незрівнянний світ краси», «СПАЛАХ» та «ЕПІЗОДИ».
У 2021 році журнал Forbes вніс Максима Сердюка до рейтингу «30 до 30».

## Біографія
Народився у місті Олександрія, Кіровоградської області. Навчався у Навчально-науковий інститут журналістики Київського національного університету імені Тараса Шевченка за спеціальністю «Видавнича справа та редагування». Будучи студентом у 2014 році доєднався до музичного інтернет-видання Muzmapa, через рік ставши головним редактором. На базі редакції Muzmapa у 2018 році створив онлайн-медіа СЛУХ з ініціативи квиткового сервісу Concert.ua. В червні 2024 року Максим офіційно відійшов від медіа СЛУХ, зосередившись на продакшн-студії KNIFE! Films.

У 2019 році Максим Сердюк познайомився з режисером Артемом Григоряном, з яким стали авторами одного із ключових проєктів СЛУХ — документального серіалу про нову українську культуру «СПАЛАХ» (2020—2021). 
«Це швидше був наш перший спільний великий проєкт, у якому ми змогли зробити те, що давно хотіли»
Після успіху серіалу «СПАЛАХ» Максим та Артем вирішили заснувати студію KNIFE! Films, зосередившись на кіновиробництві.
Ми працюємо в ніші попдокументалістики, і, мені здається, ми її успішно зайняли. У цій ніші складно зробити кіно легким для сприйняття. Таким, яке буде цікаво дивитися. І я вважаю в цьому плані Артема топовим режисером монтажу, бо він складає історію, яку легко й цікаво дивитися. Хоча це дуже об'ємна, можна навіть сказати, що монументальна робота. Вона складається з десятків компонентів

## Фільмографія
- СПАЛАХ (серіал, 2020)
- Далі (2022)
- Історії українського IT (2023)
- ЕПІЗОДИ (2024)
  - ЕПІЗОДИ: Україна на Мундіалі
  - ЕПІЗОДИ: Тінь Чорнобиля
  - ЕПІЗОДИ: Не перемикайтесь!
- Три в одному (серіал, 2024)
- Яремчук: Незрівнянний світ краси (2024)

### Майбутні проєкти
Наразі працює над повнометражним документальним фільмом про Кузьму Скрябіна.

## Нагороди
- 2021 — Національна премія «Високі стандарти журналістики-2021» за сталий, якісний медійний проєкт/продукт (СЛУХ, серіал «СПАЛАХ»)[11].
- 2021 — Рейтинг 30 до 30 Forbes, рейтинг 30 успішних українців віком до 30 років[3][5].